# Спомен (шаблон)
Спомен (на английски: Memento) е поведенчески шаблон за дизайн, който се използва в обектно-ориентираното програмиране.